# Kędzierak (Mińsk Mazowiecki)
Kędzierak – południowo-zachodnia część Mińska Mazowieckiego, dawniej wieś i osiedle.
Wieś została włączona do miasta 1 stycznia 1986.

## Historia
W późnym średniowieczu przez tereny na których znajduje się Kędzierak przechodził ważny szlak komunikacyjny Czersk-Karczew-Mińsk-Liw. Lokalizacja wsi rolniczej między tym szlakiem a rzeką Srebrną byłaby więc już wtedy możliwa (odległość między szlakiem a rzeką nie wynosiła więcej niż kilkaset metrów).
Wieś szlachecka położona była w drugiej połowie XVI wieku w powiecie garwolińskim  ziemi czerskiej województwa mazowieckiego.
W źródłach odnajdujemy Kędzierak w 1839, jako mocno już rozwiniętą wieś. Jego część, Kędzierak Mały, została włączona do Mińska w 1954 roku, pozostała 1 stycznia 1986.

## Charakterystyka
Kędzierak zachował swój układ przestrzenny z XIX wieku, jednak próżno tu szukać zabytkowych lub drewnianych budynków. Jest to zwyczajne osiedle mieszkaniowe, z zabudową jednorodzinną i częściowo rolniczym charakterem.
Znajduje się tu duża część infrastruktury wodociągowo-kanalizacyjnej miasta, czyli główna stacja uzdatniania wody i oczyszczalnia ścieków.
Na osiedlu działa Ochotnicza Straż Pożarna.
Niedaleko wschodniego krańca dawnej wsi znajduje się zespół świątynny parafii św. Jana Chrzciciela (jeszcze do połowy lat 90. był tam las).

### Transport
Osiedle przecięte jest przez drogę krajową numer 50 i linię kolejową nr 13, na której znajduje się posterunek odgałęźny Mińsk Mazowiecki R101, który wcześniej nazywał się Kędzierak.
Ulica Chróścielewskiego, łącząca drogę krajową z drogą wojewódzką nr 802, omija większość osiedla, które rozłożone jest bardziej wzdłuż rzeki Srebrnej. Zabudowa leży wzdłuż ulic: Smoleńskiego, Chróścielewskiego (najmniej), Osiedlowej i Wiejskiej (Kędzierak Mały).
Od 2018 przez Kędzierak prowadzi trasa komunikacji publicznej linii M3.